# Folcuí d'Hesbaye
Folcuí (Folcwin) fou comte de part del comtat d'Hesbaye. Probablement fou nomenat el 973 en el lloc del difunt Werner d'Hesbaye. Apareix esmentat en una donació de l'emperador Otó I del Sacre Imperi Romanogermànic en carta de 30 d'agost del 974. No torna a aparèixer.